# Dentalium majorinum
Dentalium majorinum är en blötdjursart som beskrevs av Mabille och Alphonse Trémeau de Rochebrune 1889. Dentalium majorinum ingår i släktet Dentalium och familjen Dentaliidae.
Artens utbredningsområde är Södra Ishavet. Inga underarter finns listade i Catalogue of Life.